# 14322 Shakura
14322 Shakura este un asteroid din centura principală de asteroizi.

## Descriere
14322 Shakura este un asteroid din centura principală de asteroizi. A fost descoperit pe 22 decembrie 1978 la Observatorul de Astrofizică din Crimeea de Nikolai Cernîh. Asteroidul prezintă o orbită caracterizată de o semiaxă mare de 2,23 ua, o excentricitate de 0,14 și o înclinație de 7,8° în raport cu ecliptica.